# クニドスのアプロディーテー

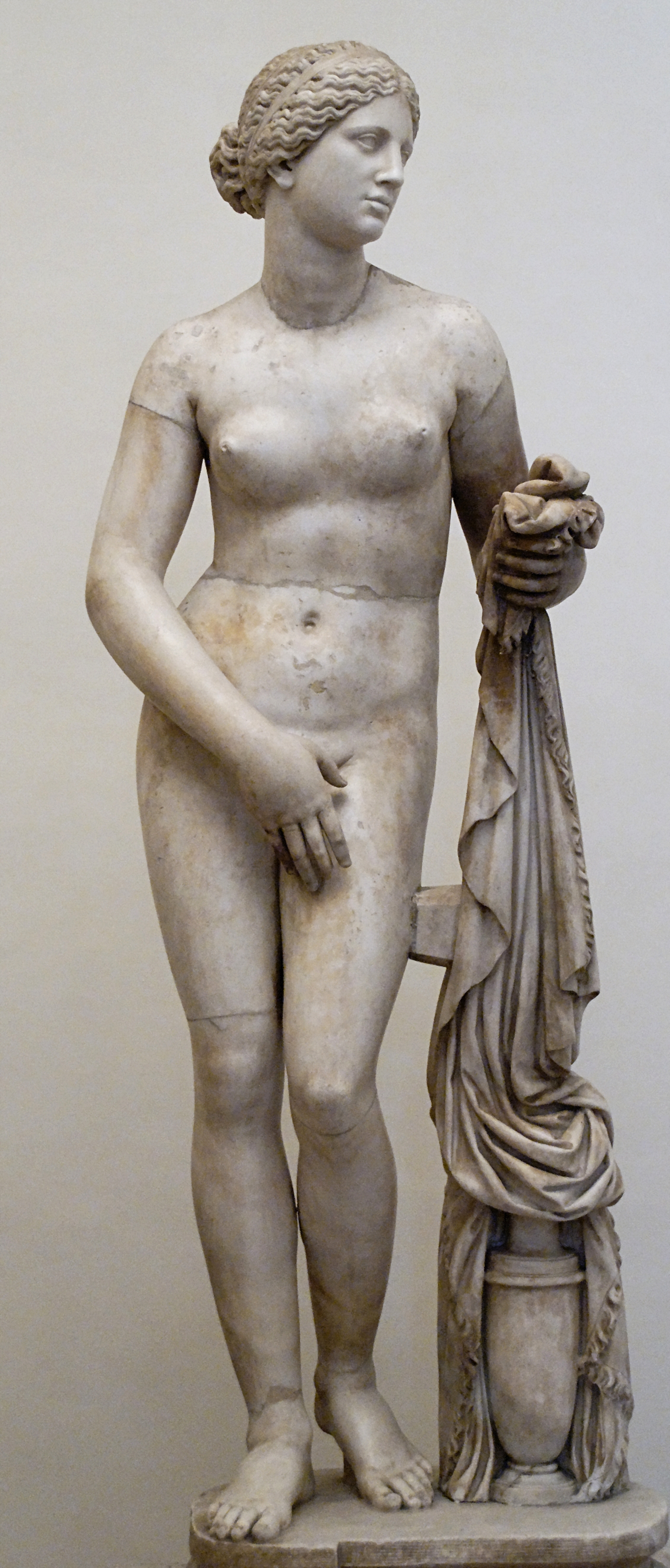
Ludovisiコレクションの「クニドスのアプロディーテー」。ローマ時代の複製の大理石像（胴と腿）。頭部、腕、脚、手に持っている服などは後世の復元

クニドスのアプロディーテー（希: Αφροδίτη της Κνίδου, 英: Aphrodite of Cnidus）は、古代ギリシアの彫刻家アテナイのプラクシテレス（紀元前4世紀）の代表作の1つである。そのオリジナルと複製は Venus Pudica（恥じらいのヴィーナス）型とも呼ばれ、右手で陰部を隠しているのが特徴である。ここから派生した型（胸を手で隠すなどのポーズをしているもの）として、メディチ家のヴィーナスやカピトリーノのヴィーナスがある。

## オリジナル

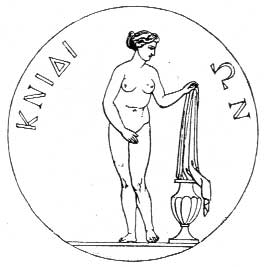
クニドスで発行された硬貨のエングレービング。プラクシテレス作のクニドスのアプロディーテー像が描かれている。

この像はどの方向から見ても美しいという点と、初の等身大の女性裸像という点から有名である。女神アプロディーテーが純粋さ（処女性ではない）を回復させる儀式の風呂に入る準備をしているところを描いたもので、脱いだ服を左手で置こうとし、右手で陰部を隠している。一見するとその右手は奥ゆかしさを表しているように見えるが、実際には裸であることを強調しているに過ぎない。
大プリニウスによると（偽書の可能性あり）、プラクシテレスはコス島の市民から女神アプロディーテーの像の制作料を受け取った。そこでプラクシテレスは、着衣像と裸像の2つを制作した。驚いたコス島の市民は裸像の受け取りを拒否し、着衣像だけを購入した。この着衣像は現存せず、そのデザインも伝わっていない。
受け取りを拒否された裸像をクニドスの一部市民が購入し、これをあらゆる方向から見られるよう屋外の神殿に設置した。その堂々とした裸のアプロディーテーの大胆さから、クニドスのアプロディーテー像はプラクシテレスの最も有名な作品となった。
この像のモデルは娼婦フリュネだという噂もある。この像は非常に有名になり、複製されるようになった。あるとき、女神アプロディーテー自身がクニドスに現れ、この像を見ると「ああ、プラクシテレスはどこで私の裸を見たの？」と言ったという逸話まで語られるようになった。
この像はクニドス人の守護神であり信仰対象となったが、同時に観光名所にもなった。ビテュニア王ニコメデス1世は、この彫像と引き換えにクニドスの抱える莫大な債務の清算を申し出たが、クニドス人はこれを拒絶した。『エローテス』15章によれば、この像があまりにも生き生きとしているため、ある若者が夜中に像と交わろうとして射精したという逸話がある。これは、この像の一方の腿の後ろに汚れのようなものが見えることを説明する伝承である。

## 複製

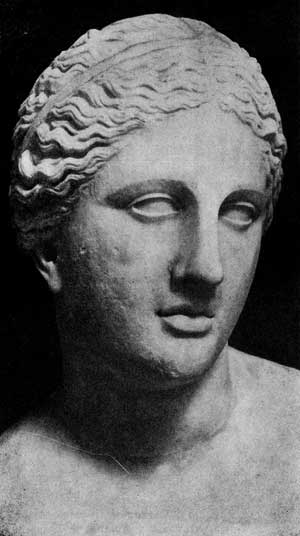
『コロンナのウェヌス』
バチカン美術館所蔵の「クニドスのアプロディーテー」の複製の一つ。

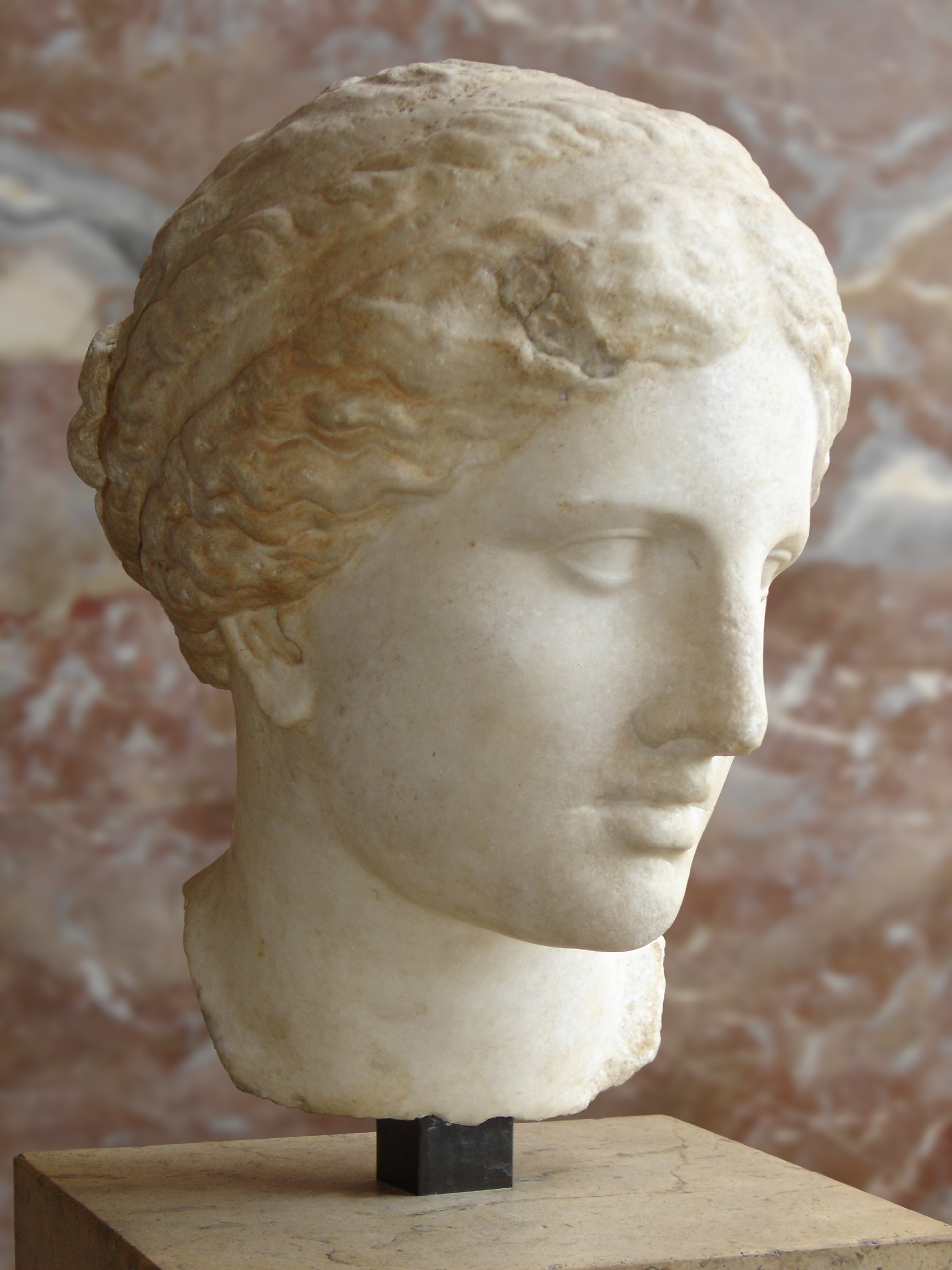
「カウフマンの頭部」（ルーヴル美術館）。

### 複製した作品
クニドスのアプロディーテーのオリジナルは現存していない。おそらくコンスタンティノープル（現在のイスタンブール）に持ち去られ、ニカの乱の混乱で失われた。古代において、最も多くの複製が作られた像の1つであり、外観は現存する記述や複製を収集することでだいたいわかる。1969年、考古学者アイリス・ラヴはオリジナルの像の一部を発見したとし、その破片は現在大英博物館に収められている。ただし考古学界では、その破片はクニドスのアプロディーテーのものではないという意見が支配的である。
- バチカン美術館の『コロンナのウェヌス（英語版）』は、おそらく最も忠実な複製だと言われている。
- ルーヴル美術館の「カウフマンの頭部」はトルコのアイドゥンで出土したもので、ベルリンのカウフマン・コレクションから購入したものである。クニドスのアプロディーテーの非常に忠実なローマ時代の複製の頭部と言われている[3]。
- イタリアのティヴォリ近郊のハドリアヌスのヴィッラには、クニドスの神殿を再現した2世紀の建物があり、その中心にアプロディーテー像のレプリカの一部がある。オリジナルの展示方法についての古代の文献の記述と概ね一致している。

### 派生した作品
忠実度は様々だが、以下のような像はクニドスのアプロディーテーに着想を得たものと言われている。
- カピトリーノのヴィーナス（カピトリーノ美術館、ローマ）
- バルベリーニのヴィーナス（英語版）
- ボルゲーゼのヴィーナス（英語版）（ルーヴル美術館、パリ）
- アルルのヴィーナス（ルーヴル美術館、パリ）
- ミロのヴィーナス（ルーヴル美術館、パリ）
- メディチ家のヴィーナス（ウフィツィ美術館、フィレンツェ）
- エスクイリーノのヴィーナス（カピトリーノ美術館、ローマ）
- エスクイリーノ型のヴィーナス（ルーヴル美術館、パリ）
- うずくまるヴィーナス（ルーヴル美術館と大英博物館）
- ウェヌス・カッリピュゴス（ナポリ国立考古学博物館）
- Venus Victrix（ウフィツィ美術館）
- Venus Urania（ウフィツィ美術館）
- Mazarin Venus（ジュール・マザランに由来。J・ポール・ゲティ美術館、ロサンゼルス）
- クニドスのアプロディーテーにパーンやクピードーを組み合わせた例（アテネ国立考古学博物館）
- Venus Felix（バチカン美術館）